# Терешишкес
Терешишкес (лит. Terešiškės) — деревня на юге Вильнюсского районного самоуправления, в 25 км от Вильнюса, в окружении соснового леса; рядом с Дребульским лесом. Через поселок протекает река Галине, есть 2 магазина, ходит пригородный автобус. Вокруг поселка расположены 6 садовых товариществ.

## Жители
| 1905 | 1959 | 1970 | 1979 | 1987 | 1989 | 2001 | 2011 | 2021 | - |
| ---- | ---- | ---- | ---- | ---- | ---- | ---- | ---- | ---- | - |
| 257  | 227  | 329  | 299  | 304  | 200  | 279  | 270  | 298  | - |